# Los Ranchos de Albuquerque
Los Ranchos de Albuquerque és una població dels Estats Units a l'estat de Nou Mèxic. Segons el cens del 2000 tenia 5.092 habitants.

## Demografia
Segons el cens del 2000, Los Ranchos de Albuquerque tenia 5.092 habitants, 1.997 habitatges, i 1.431 famílies. La densitat de població era de 481,9 habitants per km².
Dels 1.997 habitatges en un 30,1% hi vivien nens de menys de 18 anys, en un 57,4% hi vivien parelles casades, en un 9,7% dones solteres, i en un 28,3% no eren unitats familiars. En el 22,2% dels habitatges hi vivien persones soles el 7,6% de les quals corresponia a persones de 65 anys o més que vivien soles. El nombre mitjà de persones vivint en cada habitatge era de 2,55 i el nombre mitjà de persones que vivien en cada família era de 2,98.
Per edats la població es repartia de la següent manera: un 23,9% tenia menys de 18 anys, un 5,9% entre 18 i 24, un 23,3% entre 25 i 44, un 33% de 45 a 60 i un 13,8% 65 anys o més.
L'edat mediana era de 43 anys. Per cada 100 dones de 18 o més anys hi havia 91,7 homes.
La renda mediana per habitatge era de 60.500 $ i la renda mediana per família de 77.150 $. Els homes tenien una renda mediana de 51.797 $ mentre que les dones 31.757 $. La renda per capita de la població era de 40.883 $. Aproximadament el 6,6% de les famílies i el 8,7% de la població estaven per davall del llindar de pobresa.

## Poblacions més properes
El següent diagrama mostra les poblacions més properes.